# Mainstream Top 40
Mainstream Top 40 (også kaldet Pop Songs på billboard.com og nogle gange refereret til som Top 40/CHR) er en musikhitliste med 40 sange der udgives ugentligt af Billboard Magazine. Listen rangerer de mest populære sangen der spilles på en top 40 over radiostationer i USA. Rangeringen er baseret på radio airplay-målinger af Nielsen Broadcast Data Systems (Nielsen DBS). Arbitron refererer til formatet som contemporary hit radio (CHR).
| Musik | Spire Denne musikartikel er en spire som bør udbygges. Du er velkommen til at hjælpe Wikipedia ved at udvide den. |